# IC 3411
IC 3411 ist eine Spiralgalaxie vom Hubble-Typ S? im Sternbild Coma Berenices. Die Entfernung zur Milchstraße beträgt schätzungsweise 1 Milliarde Lichtjahre.
Entdeckt hat das Objekt am 23. März 1903 der deutsche Astronom Max Wolf.